# Nyköpings Teater

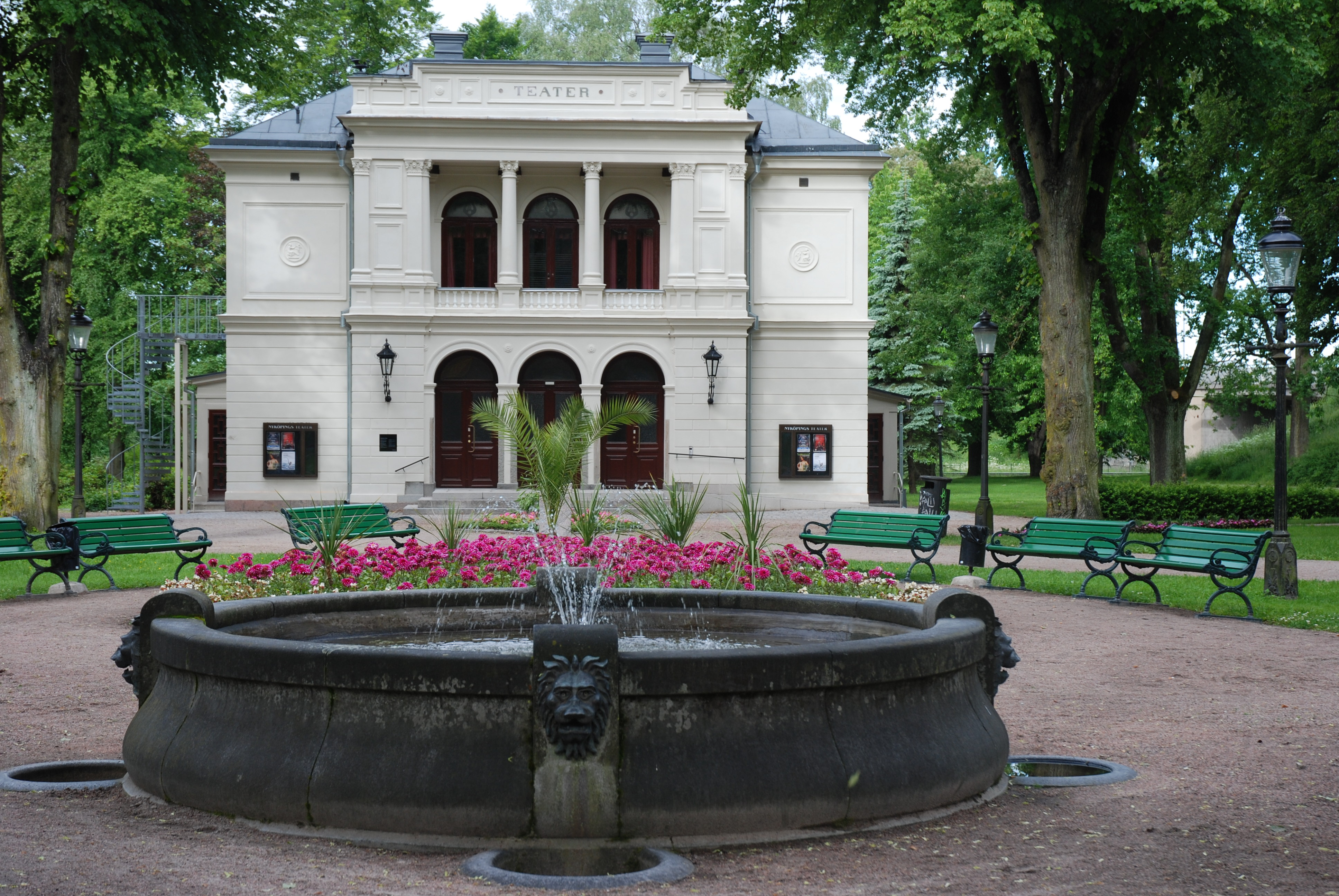
Nyköpings Teater 2010.

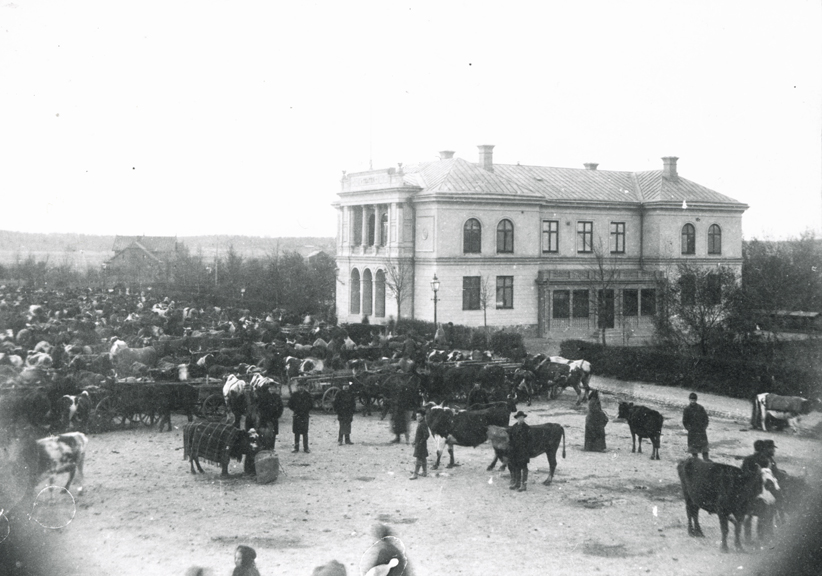
Nyköpings Teater när det fortfarande hölls kreaturmarknader på torget bredvid.

Nyköpings Teater är ritad av Gustaf Edvard Westermark och invigdes den 30 augusti 1884.

## Arkitektur
Nyköpings Teater är en stenbyggnad med två våningar. Byggnationen drog igång 1883 mitt på Teatertorget. Sedan har teatern byggds om 1902 och 1929. Några av byggnadens kännetecken är en raffinerad stenbotten, en fasad i gul fasadstuckatur och en rustik bottenvåning, bordsdekoration och fönsteromfattningar, en veranda och pelare med taklister av svart plåt. 
Nyköpings Teater är ett bra exempel på dåtidens landskapsteaterarkitektur.

## Teaterparken
Nyköpings Teater ligger vid Teaterparken i Nyköping. Platsen har bytt namn flera gånger och har tidigare hetat Nya Torget, Järnvägstorget, Teatertorget och till slut Teaterparken. Fram till år 1890 bedrevs även kreatursmarknader på platsen. Den sista marknaden, utan djur, hölls i september 1902.
Framför teatern finns det en fontän som är dekorerad med ett lejonhuvud. Det är gjort av brons och har satts upp i början av 1900-talet.

## Geografi
Tidigare gick Järnvägsgatan framför Teatern. Efter en omläggning går Järnvägsgatan nu bakom teatern i stället. Fram till omläggningen kunde teaterbesökarna parkera bilen mitt framför entrén. 
Idag ligger Teatern centralt vid Nyköpings västra infart.

## Galleri

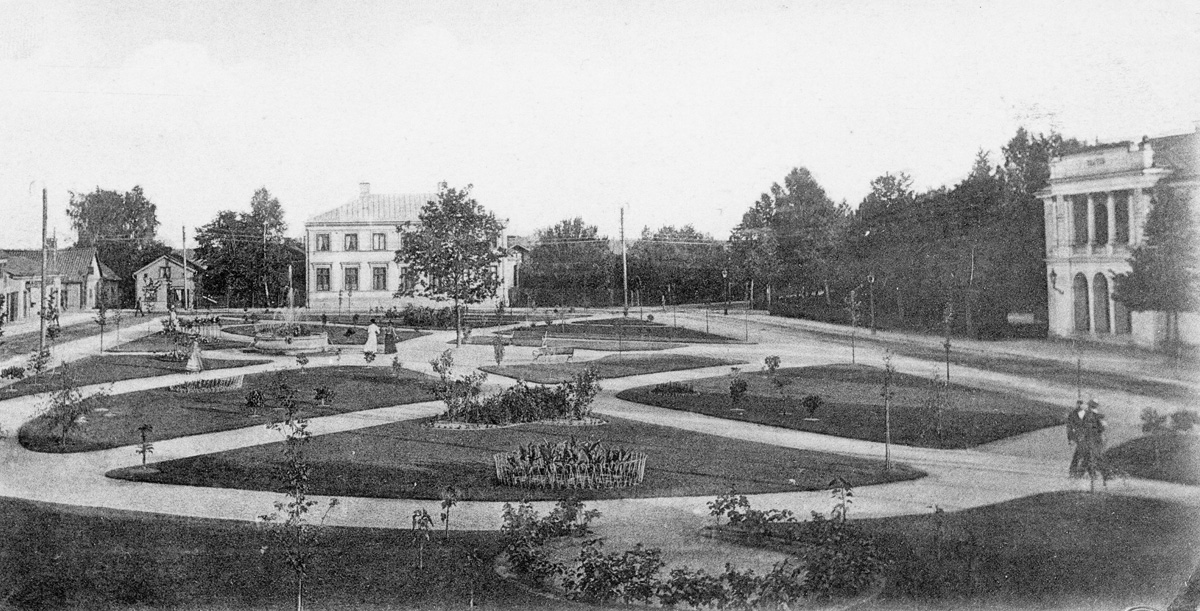
Bild från 1890-talet
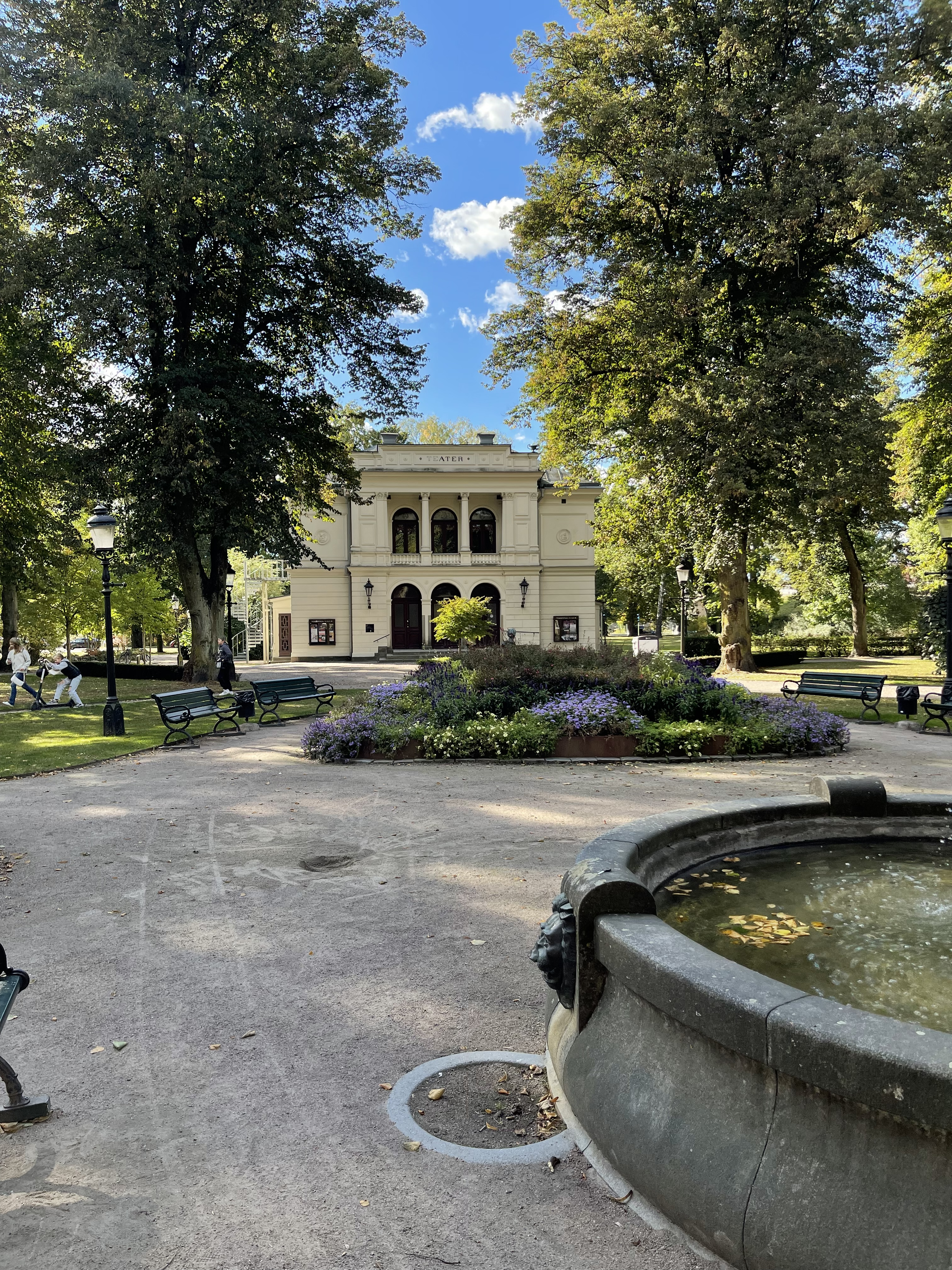
Teaterparken, 2022
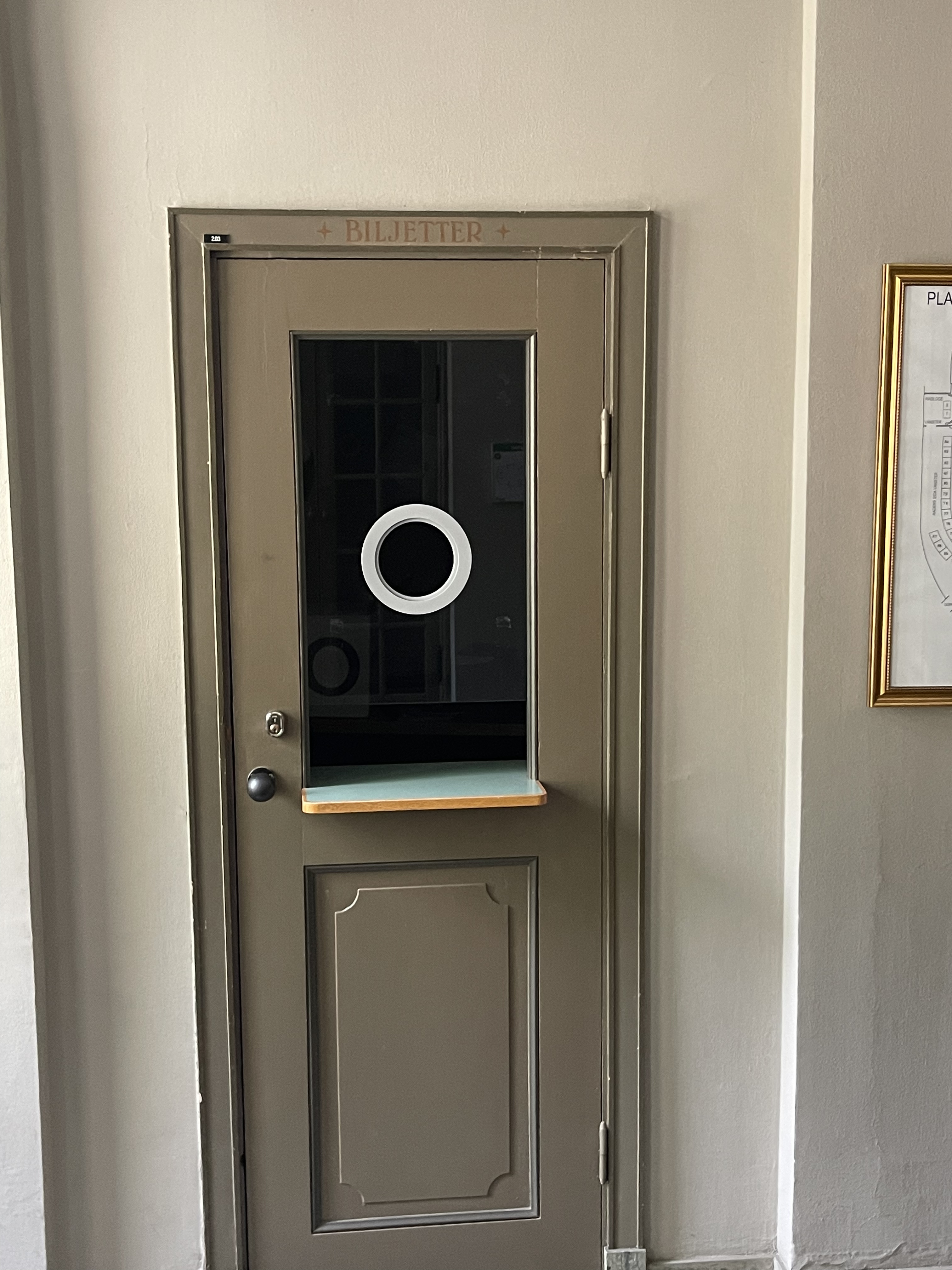
Biljettlucka